# Cylichnina nitidula
Cylichnina nitidula är en snäckart som först beskrevs av Sven Lovén 1846.
Cylichnina nitidula ingår i släktet Cylichnina och familjen Retusidae. Arten är reproducerande i Sverige.